# Contator
Contactor (português europeu) ou  contator (português brasileiro) é um dispositivo eletromecânico que permite, a partir de um circuito de comando, efetuar o controle de cargas num circuito de potência. Essas cargas podem ser de qualquer tipo, de tensão diferente do circuito de comando, e até conter múltiplas fases.

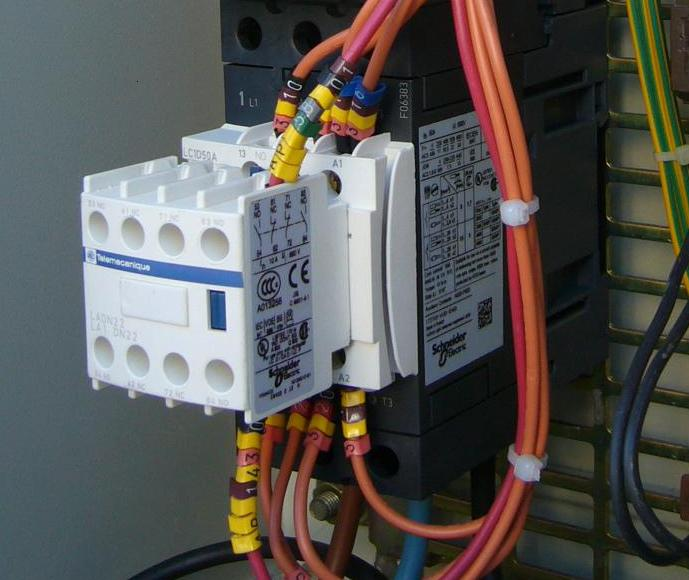
Contator AC para comando de motores.

Os contatos de potência, geralmente são apresentados em grupos de 3, devido ao seu emprego comum no comando de motores elétricos do tipo trifásico.

## Partes de um contator
O contator é composto por três partes principais. Os contatos que são responsáveis por conduzir a corrente elétrica e podem ser contatos de potência (ou força) e/ou contatos auxiliares. O circuito magnético e/ou campo girante (ou bobina) que proporciona a força para operar os contatos. Invólucro (ou caixa) onde são acomodados os contatos e o circuito magnético e também tem a função de proteção contra o ambiente e pode em alguns produtos abrigar uma câmara de extinção de arco elétrico.
Alguns contatores são construídos com bobinas de sopro magnético para extinguir o arco elétrico. Este tipo de construção é especialmente útil em aplicações de corrente contínua onde a extinção do arco elétrico é mais difícil já que a corrente não passa pelo zero (como ocorre em circuitos de corrente alternada).

## Vantagens do emprego de contatores
- Comando à distância
- Elevado número de manobras
- Grande vida útil mecânica
- Pequeno espaço para montagem
- Garantia de contato imediato
- Tensão de operação de 85 a 110% da tensão nominal prevista para contator
- Maior número de contatos

## Tipos de contatores
- Os contatores podem ser do tipo principais, que geralmente possuem 3 contatos NA (normalmente abertos) de potência, 2 NA's auxiliares, ou seja de comando, e mais 2 NF's (normalmente fechados) auxiliares, também para o comando.
- Também podem ser do tipo auxiliares, que possuem contatos apenas de comando, ou seja , seus contatos suportam uma menor corrente do que os principais.
- É importante relembrar que os contactores em geral possuem os chamados blocos aditivos, que são vendidos separadamente, variam de fabricante para fabricante, e têm a função de proporcionar contatos adicionais ao contactor (alguns modelos são de acoplamento frontal, e outros de acoplamento lateral).
- O contator a vácuo opera por meio de uma bobina que aciona contatos mecânicos, similar ao funcionamento de um relé, e pode ser operado com tensões baixas, tanto contínuas quanto alternadas. Sua utilização abrange diversas aplicações, como controle de motores elétricos, sistemas de iluminação, aquecimento, bancos de capacitores e cargas elétricas em ambientes desafiadores. Este dispositivo destaca-se por sua flexibilidade, longa durabilidade mecânica e elétrica, baixa necessidade de manutenção, simplicidade operacional, e resistência a condições ambientais adversas[1].

### Mini Contator
Pequenos contatores utilizados para comutar cargas mais baixas, porém seu tamanho não é tão vantajoso e sua manutenção mais trabalhosa, de modo que é recomendado o uso de um relé para as cargas até 10 amperes.

### Contator de Estado Sólido
Já existem no mercado contatores que utilizam o mesmo princípio de estado sólido dos relés SSR, apresentando uma maior vida útil, menor tempo de atuação além da ausência de arco elétrico.

## Categorias de Utilização conforme IEC 60497-1
As categorias de utilização (anteriormente denominadas categorias de emprego) normalizadas fixam os valores de corrente que o contator deve estabelecer ou interromper.
Estes valores dependem:
- da natureza do receptor controlado: motor de gaiola ou de anéis, resistências, entre outras,
- das condições nas quais são efetuados os fechamentos e aberturas: motor em regime, bloqueado ou em partida, inversão do sentido de rotação, frenagem por contracorrente.

### Utilização em Corrente Alternada

#### Categoria AC-1
Aplica-se a todos os aparelhos de utilização em corrente alternada (receptores) cujo fator de potência é, no mínimo, igual a 0,95 (cos phi 0,95).
Exemplos de utilização: aquecimento, distribuição elétrica: chaves de transferência

#### Categoria AC-2
Esta categoria compreende a partida, a frenagem em contracorrente, como também a partida por “impulsos” dos motores de anéis.
- No fechamento, o contator estabelece a corrente de partida, próximo a 2,5 vezes a corrente nominal do motor.
- Na abertura, ele deve interromper a corrente de partida, com uma tensão, no mínimo, igual à tensão da rede.

#### Categoria AC-3
Aplica-se aos motores de gaiola, cujo desligamento é feito com o motor em regime.
- No fechamento, o contator estabelece a corrente de partida, que é de 5 a 7 vezes a corrente nominal do motor.
- Na abertura, o contator interrompe a corrente nominal absorvida pelo motor e, neste momento, a tensão nos bornes de seus polos é da ordem de 20% da tensão da rede.

A categoria AC-3 pode ser usada para avanço pequeno (contatos intermitentes) ou inversão de sentido por períodos de tempo limitados como ajuste de máquina; durante tais períodos de tempo limitados, convém que o número de tais operações não excedam cinco por minuto ou mais que dez em um período de 10 min. (Veja categoria AC-4)
A interrupção é fácil.
Exemplos de utilização: todos os motores de gaiola normais, elevadores, escadas rolantes, correias transportadoras, elevadores de canecas, compressores, bombas, misturadores, condicionadores de ar, etc.

#### Categoria AC-4
Esta categoria é relativa às aplicações com frenagem em contracorrente e acionamento por “impulsos” dos motores de gaiola ou de anéis.
O contator fecha com um pico de corrente que pode atingir 5 a 7 vezes a corrente nominal do motor. Ao abrir, ele interrompe esta mesma corrente sob uma tensão tanto maior quanto menor for a velocidade do motor. Esta tensão pode ser igual à tensão da rede.
A interrupção é muito difícil.
Exemplos de utilização: máquinas de impressão, de trefilação, guindastes e talhas, na indústria de metalurgia. 

#### Categoria AC-5a
Comando de lâmpadas de descarga elétrica ( iluminação fluorescente ou vapores metálicos )

#### Categoria AC-5b
Comando de lâmpadas incandescentes

#### Categoria AC-6a
Comando de transformadores

#### Categoria AC-6b
Comando de Bancos de Capacitores. Normalmente são contatores específicos para manobra de bancos de capacitores.

#### Categoria AC-7a
Cargas ligeiramente indutivas em aparelhos domésticos e aplicações análogas (ver IEC 61095.)

#### Categoria AC-7b
Motores para aplicações domésticas (ver IEC 61095.)

#### Categoria AC-8a
Comando de motor compressor hermético de refrigeração com rearme manual dos disparadores de sobrecarga

#### Categoria AC-8b
Comando de motor compressor hermético de refrigeração com rearme automático dos disparadores de sobrecarga
Um motor compressor hermético de refrigeração é uma combinação que consiste de um compressor e de um motor, ambos inclusos no mesmo invólucro, sem eixo externo ou eixo acoplado, o motor operando no refrigerante.

### Utilização em corrente contínua

#### Categoria DC-1
Aplica-se a todos os produtos de utilização em corrente contínua (receptores) cuja constante de tempo (L/R) é menor ou igual a 1 ms.

#### Categoria DC-3
Esta categoria é relativa à partida, à frenagem em contracorrente, como também ao acionamento por “impulsos” dos motores shunt. Constante de tempo menor ou igual a 2 ms.
- No fechamento, o contator estabelece a corrente de partida próxima a 2,5 vezes a corrente nominal do motor.
- Na abertura, deve cortar 2,5 vezes a corrente de partida com uma tensão no máximo igual à tensão da rede. A tensão é tanto maior quanto menor for a velocidade do motor e, por isso isto, sua força contra-eletromotriz é pouco elevada.
- A interrupção é difícil.

#### Categoria DC-5
Esta categoria é relativa à partida, à frenagem em contracorrente, como também, ao acionamento por “impulsos” dos motores de série. Constante de tempo menor ou igual a 7,5 ms.
- O contator fecha com um pico de corrente que pode atingir 2,5 vezes a corrente nominal do motor. Ao abrir, ele interrompe esta mesma corrente sob uma tensão tanto maior quanto menor for a velocidade do motor. Esta tensão pode ser igual à da rede.
- A interrupção é severa.

#### Categoria DC-6
Comando de lâmpadas incandescentes e led.